# Eberhard Vogel
Eberhard Vogel (* 8. dubna 1943, Frankenberg) je bývalý východoněmecký fotbalista, útočník, reprezentant Východního Německa (NDR). V roce 1969 byl vyhlášen východoněmeckým fotbalistou roku. Po skončení aktivní kariéry působil jako trenér, vedl mj. Hannover 96, FC Carl Zeiss Jena, reprezentaci Toga nebo 1. FC Magdeburg.

## Fotbalová kariéra
V východoněmecké oberlize hrál za FC Karl-Marx-Stadt a FC Carl Zeiss Jena, nastoupil ve 440 ligových utkáních a dal 188 gólů. S FC Karl-Marx-Stadt vyhrál v roce 1967 východoněmeckou Oberligu a s FC Carl Zeiss Jena třikrát východoněmecký fotbalový pohár. V Poháru mistrů evropských zemí nastoupil v 8 utkáních a dal 3 góly, v Poháru vítězů poháru nastoupil v 15 utkáních a dal 4 góly a v Poháru UEFA nastoupil ve 29 utkáních a dal 5 gólů. Za reprezentaci Východního Německa (NDR) nastoupil v letech 1962–1976 v 74 utkáních a dal 25 gólů. Byl členem týmu na Mistrovství světa ve fotbale 1974, nastoupil ve 3 utkáních. V roce 1964 byl členem bronzového týmu na LOH 1964 v Tokiu, nastoupil v 5 utkáních a dal 3 góly. V roce 1972 byl členem bronzového týmu na LOH 1972 v Mnichově, nastoupil ve 4 utkáních a dal 3 góly.

## Ligová bilance
| Ročník           | Zápasy | Góly | Klub                     |
| ---------------- | ------ | ---- | ------------------------ |
| II. liga 1961/62 | 20     | 8    | SC Motor Karl-Marx-Stadt |
| I. liga 1962/63  | 25     | 15   | SC Karl-Marx-Stadt       |
| I. liga 1963/64  | 25     | 7    | SC Karl-Marx-Stadt       |
| I. liga 1964/65  | 26     | 6    | SC Karl-Marx-Stadt       |
| I. liga 1965/66  | 22     | 5    | FC Karl-Marx-Stadt       |
| I. liga 1966/67  | 24     | 5    | FC Karl-Marx-Stadt       |
| I. liga 1967/68  | 25     | 13   | FC Karl-Marx-Stadt       |
| I. liga 1968/69  | 26     | 11   | FC Karl-Marx-Stadt       |
| I. liga 1969/70  | 25     | 8    | FC Karl-Marx-Stadt       |
| I. liga 1970/71  | 20     | 11   | FC Carl Zeiss Jena       |
| I. liga 1971/72  | 15     | 7    | FC Carl Zeiss Jena       |
| I. liga 1972/73  | 21     | 17   | FC Carl Zeiss Jena       |
| I. liga 1973/74  | 24     | 9    | FC Carl Zeiss Jena       |
| I. liga 1974/75  | 23     | 14   | FC Carl Zeiss Jena       |
| I. liga 1975/76  | 25     | 19   | FC Carl Zeiss Jena       |
| I. liga 1976/77  | 16     | 7    | FC Carl Zeiss Jena       |
| I. liga 1977/78  | 23     | 12   | FC Carl Zeiss Jena       |
| I. liga 1978/79  | 14     | 3    | FC Carl Zeiss Jena       |
| I. liga 1979/80  | 21     | 9    | FC Carl Zeiss Jena       |
| I. liga 1980/81  | 25     | 9    | FC Carl Zeiss Jena       |
| I. liga 1981/82  | 15     | 1    | FC Carl Zeiss Jena       |
| CELKEM I. liga   | 440    | 188  |                          |